# Yaring
Yaring (em tailandês: ยะหริ่ง) é um distrito da província de Pattani, no sul da Tailândia.

## Ligação externa
- «amphoe.com» (em tailandês)